# Aston Martin Lagonda
Aston Martin Lagonda är en bilmodell tillverkad av Aston Martin i Newport Pagnell, England åren 1976–1990. 645 exemplar tillverkades.
Aston Martin var nära att gå i konkurs vid 1970-talets mitt och behövde en bil som raskt kunde öka försäljningen för att rädda företaget. Traditionellt har Aston Martin producerat tvådörrars sportbilar, men Lagonda var en fyrdörrars bakhjulsdriven sedan med en helt ny V8-motor. Bilen blev en omedelbar succé och i samband med lanseringen mottog Aston Martin flera hundra beställningar, vilket i och med den delbetalning kunderna fick erlägga vid bokningen hjälpte Aston Martins för tillfället ansträngda likviditet. Priset var högre än för konkurrenterna Rolls-Royce Silver Spirit och Bentley Mulsanne. Dessvärre matchade inte kvaliteten förväntningarna, inte minst den mycket avancerade elektroniken vållade Aston Martin stora bekymmer. I början fanns dessutom ingen möjlighet att veva ned de bakre sidorutorna, då dörrarnas form omöjliggjorde detta. Senare fick Lagondan tvådelade bakrutor, vilka kunde vevas ned.
Lagonda designades av William Towns. Modellen tillverkades i fyra serier; i mitten av 1980-talet gjorde man ett försök att modernisera utseendet genom att runda av de kantiga linjerna och slopa pop-up-strålkastarna, vars kvalitet visat sig vara bristfällig.
Lagonda var den första serieproducerade bilen i världen som hade färddator och digital instrumentpanel. Man kan välja språk, bland annat arabiska, engelska och franska. Den är även utrustad med dubbla tanklock, en på var sida av bilen, samt möjligheten att fylla reservhjulet med luft när det ligger nermonterat.
Varianter av Aston Martin Lagonda (ej serietillverkade):
- Rapide (en tvådörrarsvariant med kortare hjulbas)

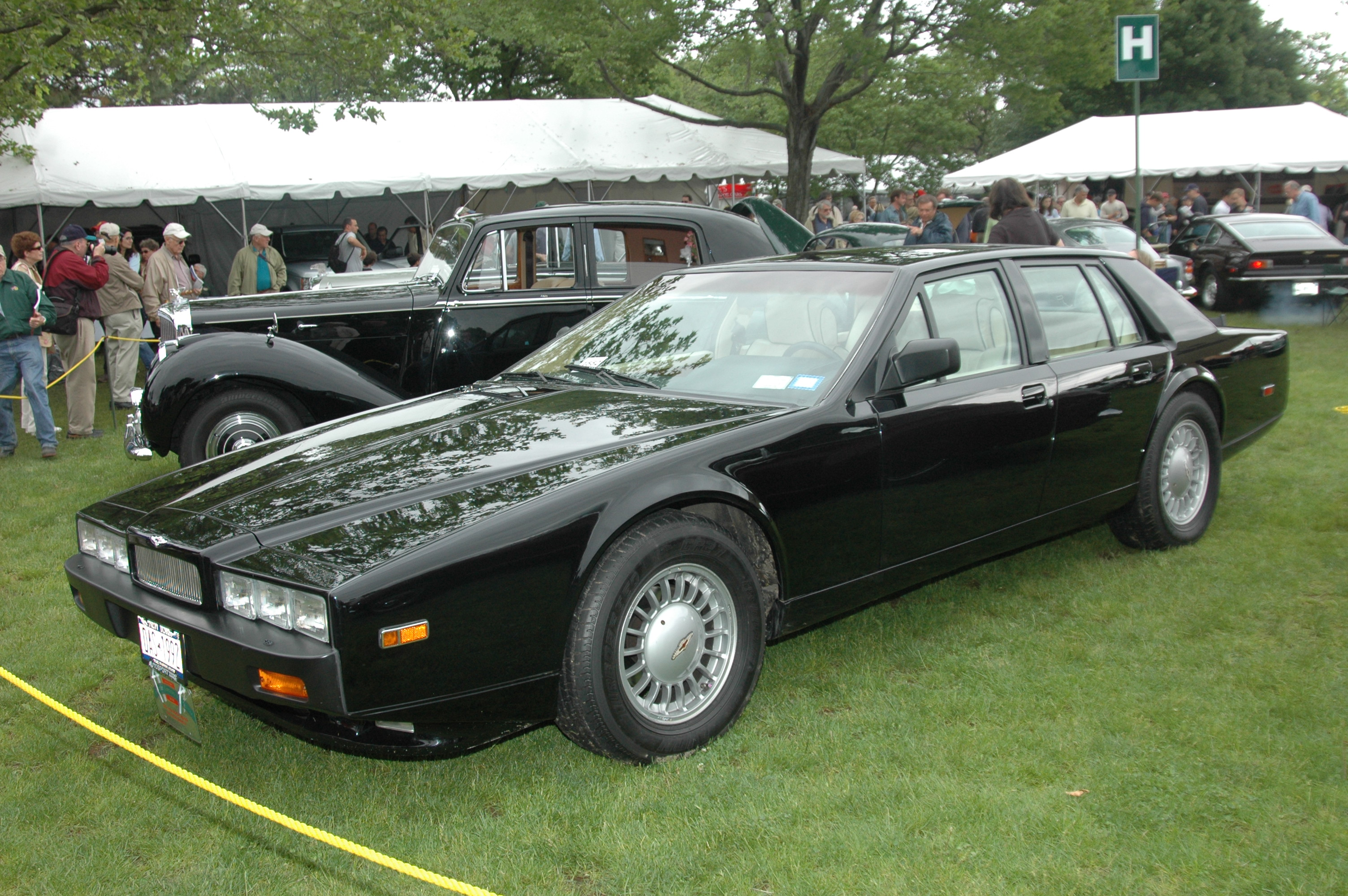
1989 Aston Martin Lagonda Series 4. Sista versionen med något tillrundade former och utan uppfällbara strålkastare

- Tickford (limousine)

## Tekniska specifikationer
- Motor: 5,3 liter (5340 cc) V8
- Längd: 5,3 meter
- Bredd: 1,8 meter
- Vikt: 2 097 kg
- Toppfart: 230 km/t